# Gelindo Bordin
Gelindo Bordin (* 2. dubna 1959, Vicenza) je bývalý italský atlet, vítěz maratonského závodu na olympiádě v Soulu v roce 1988.
Kromě toho dokázal ve stejné disciplíně zvítězit také na mistrovství Evropy v letech 1986 a 1990. Na mistrovství světa v roce 1987 vybojoval bronzovou medaili. V roce 1992 se na olympiádě v Barceloně pokoušel svůj titul obhájit, kvůli zranění však závod nedokončil. Krátce po olympiádě svou bohatou kariéru ukončil.